# جو لويس (رائد أعمال)
جو لويس (بالإنجليزية: Joe Lewis)‏ (و. 1937  م) هو رائد أعمال، وforeign currency trader ‏، وشخصية أعمال، ومستثمر بريطاني.